# Chalcocolona cyananthes
Chalcocolona cyananthes är en fjärilsart som beskrevs av Edward Meyrick 1911. Chalcocolona cyananthes ingår i släktet Chalcocolona och familjen plattmalar. Inga underarter finns listade i Catalogue of Life.